# لوکا گوتی
لوکا گوتی (انگلیسی: Luca Gotti؛ زادهٔ ۱۳ سپتامبر ۱۹۶۷) بازیکن سابق و سرمربی کنونی فوتبال اهل ایتالیا است که هدایت تیم فوتبال لچه را بر عهده دارد.